# Walulisobrücke
Die Walulisobrücke ist eine Pontonbrücke über die Neue Donau im 22. Wiener Gemeindebezirk Donaustadt. Sie quert auf Höhe Lobgrundstraße orografisch links der Donau und auch links der Donauinsel die Neue Donau und wurde 1998 nach neunmonatiger Bauzeit eröffnet. Gemeinsam mit dem Kraftwerk Freudenau erlaubt sie eine vollständige Querung von Donau und Neuer Donau für Fußgänger und Radfahrer. Bevor Hochwasser über die Neue Donau abgeleitet wird sowie außerhalb der Saison (etwa Ende Oktober bis Anfang April) werden die Schwimmkörper in Fließrichtung der Neuen Donau ausgedreht, wodurch die Brücke während dieser Zeit unpassierbar ist. Gleiches gilt für die Ponte Cagrana (oder Copa-Steg).

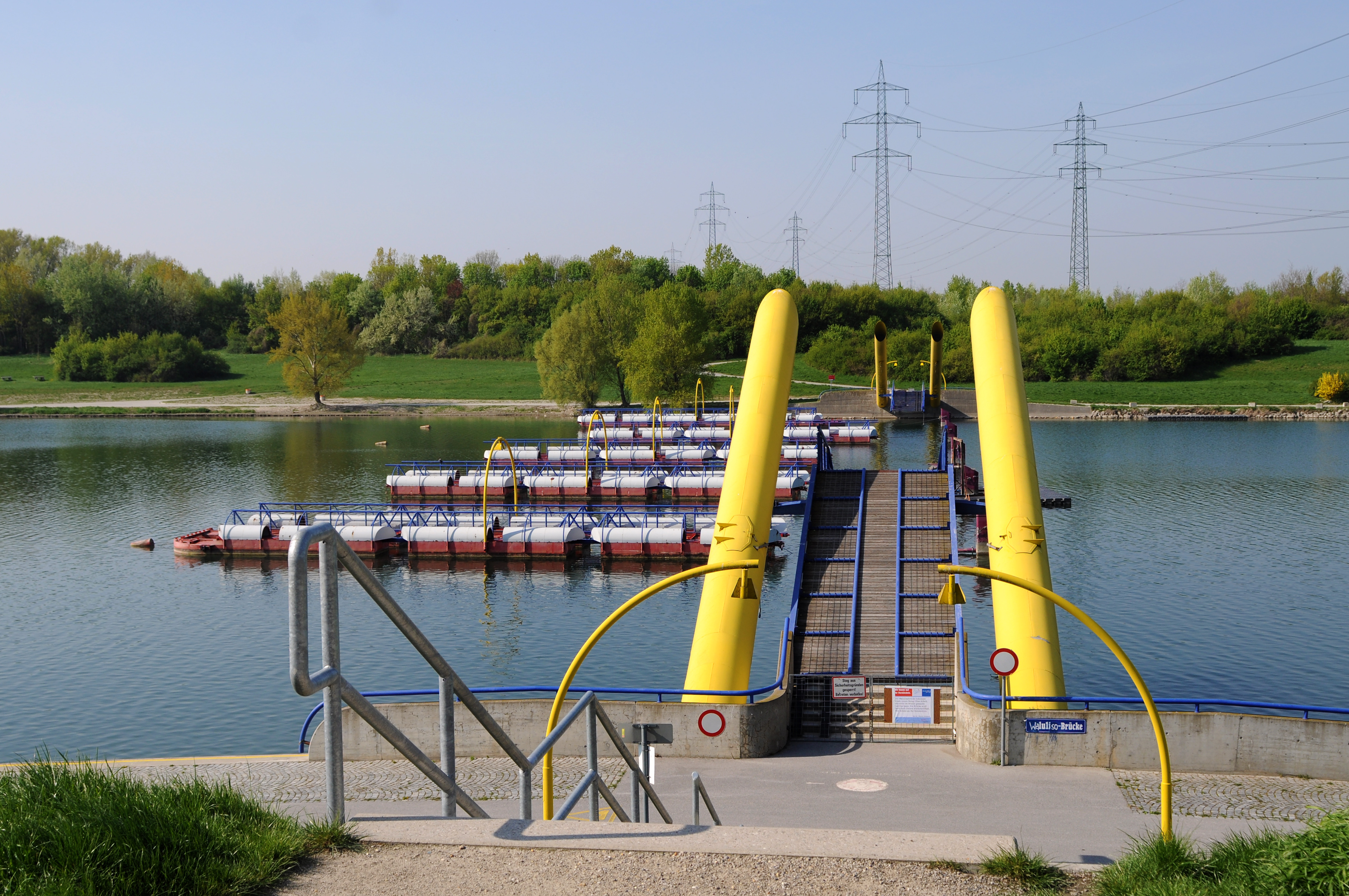
Die geöffnete Brücke

Die 160 Meter lange und 3 Meter breite Brücke wurde nach dem 1996 verstorbenen Wiener Original Waluliso benannt, der sich lange Zeit für die Errichtung eines Steges von der Donauinsel über die Neue Donau zum FKK-Gelände im Bereich der so genannten Hirscheninsel in der Lobau eingesetzt hatte.
Die Walulisobrücke öffnet mit Anfang April und ist – abhängig von der Wetterlage – bis September oder Oktober benutzbar. Bei Hochwasser wird die Brücke geschlossen. Verantwortlich für die Öffnung/Schließung der Brücke ist die Magistratsabteilung 45 – Wiener Gewässer.